# Синицына, Ксения Алексеевна
Ксе́ния Алексе́евна Сини́цына (род. 5 августа 2004, Тверь) — российская фигуристка, выступающая в одиночном катании. Бронзовый призёр чемпионата России (2024), чемпионка юношеских Олимпийских игр (2020, командный турнир), серебряный призёр юношеских Олимпийских игр (2020, одиночное катание), бронзовый призёр финала гран-при России (2024) . Мастер спорта России по фигурному катанию на коньках (2020).

## Карьера
Начала заниматься фигурным катанием в 2008 году.

### Сезон 2018—2019
На первенстве России среди юниоров заняла 9-е место.
В сезоне 2018—2019 дебютировала на юниорском Гран-при, завоевав бронзовую медаль на этапе Гран-при среди юниоров в Литве 2018 года.
В феврале 2019 года на первенстве России среди юниоров заняла 4-е место (после Александры Трусовой, Алёны Косторной и Анны Щербаковой).
На играх «Дети Азии» выиграла бронзовую медаль, уступив Ю Ён и Алёне Канышевой.
На чемпионате мира среди юниоров заменила Алёну Косторную, которая снялась по состоянию здоровья, и заняла четвёртое место.

### Сезон 2019—2020

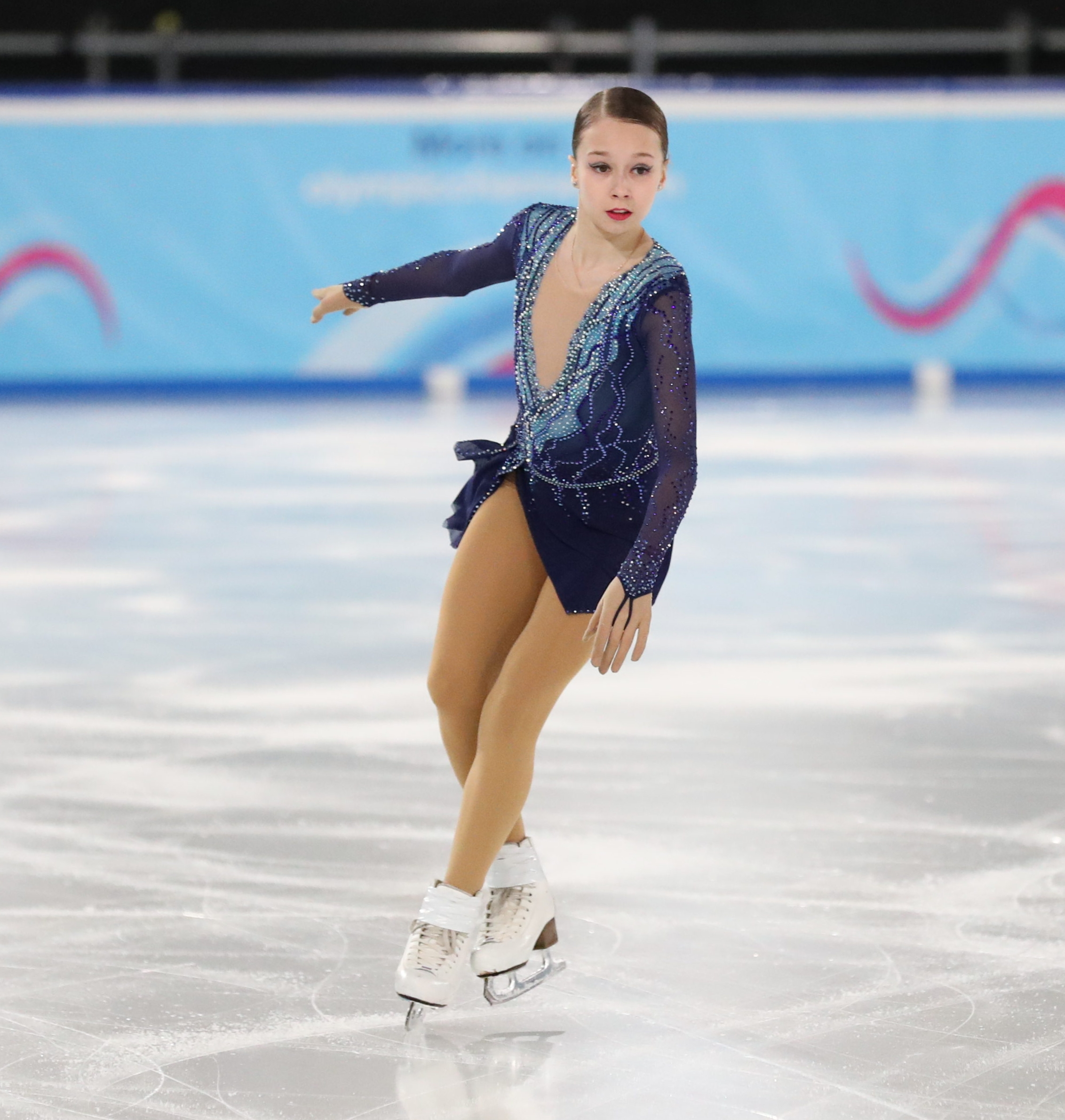
На зимних юношеских Олимпийских играх 2020 года

На юниорском Гран-при 2019 года на этапе в Челябинске, завоевала серебряную медаль, уступив Камиле Валиевой. На этапе Гран-при в Италии выиграла первую золотую медаль и и обновила свой личный рекорд. Эти результаты позволили ей выйти в финал Гран-при, где она заняла четвёртое место.
На чемпионате России в короткой программе заняла 15-е место и 4-е в произвольной, став пятой в общем зачёте.
На зимних юношеских Олимпийских играх 2020 года завоевала серебряную медаль, уступив Ю Ён. В командных соревнованиях завоевала золотую медаль.
На первенстве России среди юниоров из-за падения заняла седьмое место в короткой программе и не была отобрана в произвольную программу.

### Сезон 2020—2021
Первая половина сезона 20/21 была пропущена по причине травм. В феврале Ксения начала возвращаться в большой спорт, делая заявки на второстепенные национальные соревнования. Ей удалось занять первое место в соревновании на призы Е. А. Чайковской. Также получилось победить на Всероссийских соревнованиях памяти Русакова. На этом соревновании она делала попытки исполнения четверного прыжка, но неудачно.

### Сезон 2021—2022
На сезон 2021—2022 Синицына была заявлена на два этапа серии Гран-при по фигурному катанию сезона 2021/2022 — в США и Франции. Выступление воспринималось комментаторами как дебют после полуторагодового перерыва из-за травмы. На первом этапе Гран-при Skate America заняла 5-е место. На пятом этапе серии Гран-При Internationaux de France после короткой программы занимала третье место, но по итогам произвольной опустилась на четвёртое, оставшись без медали.
В декабре выступила на чемпионате России, где в короткой программе расположилась на 8 месте с 70,75 баллами, в произвольной программе расположилась на 9 месте с 133,86 баллами, по итогу заняла 9 место с суммой баллов 204,61 балла. Спустя более чем год после соревнования, результат Валиевой был отменён, и все остальные спортсменки поднялись на одну строчку.

### Сезон 2022—2023
Приняла участие в двух этапах Гран-при России. На этапе в Казани Ксения заняла третье место с суммой баллов 207,55. На этапе в Перми Синицына заняла четвёртое место, набрав 207,67 баллов. После этого Ксения выступила на чемпионате России, где заняла восьмое место.

### Сезон 2023—2024
Во время открытых контрольных прокатов сборной России по фигурному катанию на тренировке перед произвольной программой получила травму, оказавшуюся переломом плюсневой кости стопы, вследствие чего пропустила этап в Омске, на который была заявлена.
Приняла участие в двух этапах Гран-при России. На этапе в Самаре Ксения заняла первое место с суммой баллов 216.08, на этапе в Москве фигуристка набрала 205.15 балла и заняла четвёртое место. На чемпионате России Синицына вновь заняла четвёртое место, набрав 223.81 балла. В финале Гран-при России, названном «Спартакиадой сильнейших спортсменов 2024» заработала бронзовую медаль, получив 224.65 балла.
В составе команды белых (команда Алины Загитовой) участвовавала на Кубке Первого канала, где откатала короткую программу на 77.17 баллов, принеся максимальное количество баллов своей команде. Тем не менее, команда завершила турнир на третьем месте. 
Сезон Ксения завершила с ещё одним третьим местом, полученным на турнире шоу программ «Русский вызов 2024», на котором она выступила с программой, основывающейся на записях из дневника Тани Савичевой.

### Сезон 2024—2025
По пути на чемпионат Москвы попала в автомобильную аварию, из-за чего снялась с турнира.
В результате начала сезон с бронзовой медали на первом этапе Гран-при России, упав с каскада в короткой программе и сделав бабочку в произвольной программе, набрав в сумме 200,92 балла. На втором для себя этапе в Москве получила 184,53 балла, оказавшись в итоге на шестом месте.
На чемпионате России 2025 Ксения выступила не без помарок, но без падений, заняв в результате 10 место с суммой в 203,93 балла.
В Финале Гран-При России 2025 после не самого удачного выступления в короткой программе чисто откатала произвольную программу, получив четвёртый результат за неё и итоговое седьмое место с 203,26 балла.
Также Ксения во второй раз поучаствовала в Кубке Первого канала, на котором она представляла команду синих (команда Анны Щербаковой), где откатала произвольную программу на 141.66.
На «Русском вызове» заняла 16 место.

## Программы
| Сезон     | Короткая программа | Произвольная программа | Показательные номера |
| --------- | --- | --- | --- |
| 2024—2025 | - «The Mystic's Dream» Loreena McKennitt - «Spirits» Chronis Taxidis хореограф-постановщик Мария Касумова                     | - «Shine On You Crazy Diamond» Pink Floyd | |
| 2023—2024 | - «Nocturne in F minor, Op. 55, No. 1» Фредерик Шопен в исполнении Даниель Баренбойм хореограф-постановщик Вера Арутюнян      | - «Quizás, Quizás, Quizás» Освальдо Фаррес в исполнении Габи Морено - «Espiritu» Анна Рейнольдс и Клэйв Гринга хореограф-постановщик Мария Касумова | - «Кабы не было зимы» (из мультфильма «Зима в Простоквашино») Юрий Энтин, Евгений Крылатов в исполнении Валентины Толкуновой |
| 2022—2023 | - «Колыбельная песня, соч. 16, № 1» П. И. Чайковский хореограф-постановщик Вера Арутюнян                                      | - «Oboe Concerto» Алессандро Марчелло в исполнении Хатия Буниатишвили - «Fugue in G minor» Иоганн Себастьян Бах в исполнении Jacob's Piano - «Concerto In A minor for Four Pianos» Иоганн Себастьян Бах в исполнении Давид Фрай хореограф-постановщик Мария Касумова | |
| 2021—2022 | - "Колыбельная песня, соч. 16, № 1 П. И. Чайковский хореограф-постановщик Вера Арутюнян                                       | - «Ход королевы» Карлос Рафаэль Ривера хореографы-постановщики Мария Касумова, Сергей Комолов, и Светлана Панова | |
| 2019—2021 | - «Alfonsina y el mar» Ане Брун хореограф-постановщик Надежда Канаева                                                         | - «Vajrasattva Mantra» - «Wrench and Numbers» (из телесериала «Фарго») Джефф Руссо - «Dakini: Movement IV» (из телесериала «Плоть и кости») Адам Кристал хореограф-постановщик Анна Новичкина                                                                        | |
| 2017—2019 | - «Batucadas» Mitoka Samba - «La vida es un carnaval» Селия Крус - «Mujer latina» Талия хореограф-постановщик Надежда Канаева | - «Trio élégiaque No. 2» Сергей Рахманинов | |
| 2016—2017 | - «Batucadas» Mitoka Samba - «La vida es un carnaval» Селия Крус - «Mujer latina» Талия хореограф-постановщик Надежда Канаева | | |

## Спортивные достижения
| Соревнование                                  | 17/18                        | 18/19                        | 19/20                        | 20/21                        | 21/22                        | 22/23                        | 23/24                        | 24/25                        |
| Международные индивидуальные                  | Международные индивидуальные | Международные индивидуальные | Международные индивидуальные | Международные индивидуальные | Международные индивидуальные | Международные индивидуальные | Международные индивидуальные | Международные индивидуальные |
| --------------------------------------------- | ---------------------------- | ---------------------------- | ---------------------------- | ---------------------------- | ---------------------------- | ---------------------------- | ---------------------------- | ---------------------------- |
| Этапы Гран-при. Internationaux de France      |                              |                              |                              |                              | 4                            |                              |                              |                              |
| Этапы Гран-при. Skate America                 |                              |                              |                              |                              | 5                            |                              |                              |                              |
| Национальные                                  |                              |                              |                              |                              |                              |                              |                              |                              |
| Чемпионаты России                             |                              |                              | 5                            |                              | 8                            | 8                            | 3                            | 10                           |
| Первенство России среди юниоров               | 9                            | 4                            | 7                            |                              |                              |                              |                              |                              |
| На призы Е. А. Чайковской                     |                              |                              |                              | 1                            |                              |                              |                              |                              |
| Памяти И. С. Русакова                         |                              |                              |                              |                              |                              |                              | 1                            |                              |
| Этапы Гран-при России. I этап                 |                              |                              |                              |                              |                              |                              |                              | 3                            |
| Этапы Гран-при России. III этап               |                              |                              |                              |                              |                              | 2                            |                              |                              |
| Этапы Гран-при России. IV этап                |                              |                              |                              |                              |                              |                              |                              | 6                            |
| Этапы Гран-при России. V этап                 |                              |                              |                              |                              |                              |                              | 1                            |                              |
| Этапы Гран-при России. VI этап                |                              |                              |                              |                              |                              | 4                            | 3                            |                              |
| Финал Гран-При России                         |                              |                              |                              |                              |                              |                              | 3                            | 7                            |
| Международные среди юниоров                   |                              |                              |                              |                              |                              |                              |                              |                              |
| Юношеские Олимпийские игры — турнир одиночниц |                              |                              |                              | 2                            |                              |                              |                              |                              |
| Юношеские Олимпийские игры — командный турнир |                              |                              | 1                            |                              |                              |                              |                              |                              |
| Чемпионаты мира среди юниоров                 |                              | 4                            |                              |                              |                              |                              |                              |                              |
| Финалы юниорского Гран-при                    |                              |                              | 4                            |                              |                              |                              |                              |                              |
| Этапы юниорского Гран-при. Италия             |                              |                              | 1                            |                              |                              |                              |                              |                              |
| Этапы юниорского Гран-при. Литва              |                              | 3                            |                              |                              |                              |                              |                              |                              |
| Этапы юниорского Гран-при. Россия             |                              |                              | 2                            |                              |                              |                              |                              |                              |
| Дети Азии                                     |                              | 3                            |                              |                              |                              |                              |                              |                              |
| Volvo Open Cup                                |                              |                              | 1                            |                              |                              |                              |                              |                              |